# Edib
Edib est une localité du Cameroun située dans le département du Koupé-Manengouba et la Région du Sud-Ouest, dans les monts Bakossi. Elle fait partie de l'arrondissement de Tombel. 
Edib est aussi le nom du lac de cratère (Lake Edib (ceb)) et des collines (Edib Hills) proches.

## Biodiversité
Plusieurs espèces végétales, endémiques ou rares, y ont été observées, telles que Impatiens letouzeyi, ainsi que des oiseaux, et des amphibiens endémiques tels que Leptodactylodon wildi.